# Kim Jung-hwan
Kim Jung-hwan (Budapeste, 2 de setembro de 1983) é um esgrimista sul-coreano, campeão olímpico no sabre.

## Carreira

### Londres 2012
Foi campeão olímpico no sabre em equipes.

### Rio 2016
Kim Jung-hwan representou seu país nos Jogos Olímpicos de Verão de 2016, no sabre. Conseguiu a medalha de bronze no Esgrima nos Jogos Olímpicos de Verão de 2016 - Sabre individual masculino.